# Fra Peter F. Heerings Fabriker i Kirsebærtiden
Fra Peter F. Heerings Fabriker i Kirsebærtiden er en dansk virksomhedsfilm fra 1924 med ukendt instruktør.

## Handling
Optagelser fra Peter F. Heerings fabrikker, beliggende Overgaden neden Vandet 11 på Christianshavn. Lastbiler fra opkøbscentralerne i Fakse og Stevns Herreder ankommer med kirsebær. Lastbilernes indhold skovles over i store kar. Kvindelige arbejdere sætter sig til rette ved de store kar og afstilker bærrene. Bærrene transporteres til fabriksbygning på skinner med "Danmarks mindste privatbane". Kirsebærrene knuses, saften løber ned gennem kanaler og påfyldes fabrikationskarrene og ender som Cherry Brandy.